# Water lily 〜睡蓮〜
「water lily 〜睡蓮〜」は、東京女子流の23枚目のシングル。2017年7月5日にavex traxから発売された。

## 概要
前作「predawn/Don't give it up」から4ヶ月ぶりの2017年第2弾シングル。
Type-A（CDと2017年1月14日に赤坂BRITZで行われた生バンドライブのダイジェスト映像が収録されたDVDのセット、AVCD-83883/B）、Type-B（CDのみ、AVCD-83884）、Type-C（ミュージックカード、AVZ1-83885）の3形態がある。
CDのジャケット写真は、表題曲のタイトルにもある睡蓮の花をイメージして水中で花びらが舞う様子をメンバー自身が花びらとなって表現している。また、ミュージックビデオではプロジェクションマッピングの技法で"優艶さ"を引き出し、大人っぽく上品な美しさを表現している。

## 収録内容
Type-A
1. 「water lily 〜睡蓮〜」（=TGS66） – 4:15
作詞：川之上智子 / 作曲：Hi-ra / 編曲：Hi-ra
2. 「illusion」（=TGS51） – 5:03
作詞：坂田麻美、庄司芽生 / 作曲：Hiroki Sagawa / 編曲：松井寛
3. 「water lily 〜睡蓮〜（Instrumental）」
4. 「illusion（Instrumental）」

Type-B
1. 「water lily 〜睡蓮〜」
2. 「illusion」
3. 「water lily 〜睡蓮〜（PARKGOLF Remix）」 – 3:48
リミックス：PARKGOLF
4. 「water lily 〜睡蓮〜（Instrumental）」
5. 「illusion（Instrumental）」

DVD（Type-Aのみ）
- 「TOKYO GIRLS' STYLE × GIRLS BAND ～赤坂屋内音楽堂～ [LIVE DIGEST]」